# François C. Antoine Simon
François C. Antoine Simon (también conocido como Antoine Simon, 10 de octubre de 1843-10 de marzo de 1923) fue un militar haitiano, presidente de Haití del 6 de diciembre de 1908 al 3 de agosto de 1911. Lideró una rebelión contra Pierre Nord Alexis y lo sucedió como presidente.

## Biografía
Francois C. Antoine Simon nació el 10 de octubre de 1843 en Les Cayes, Haití, y murió el 10 de enero o el 10 de marzo de 1923 en Les Cayes. Inicialmente trabajó como policía municipal antes de unirse al ejército como oficial.
En 1883 fue nombrado comandante de las tropas en Sur, cargo que ocupó hasta 1908. Durante su carrera militar, fue ascendido a coronel en 1887. Entre 1896 y 1902, fue ayudante de campo del presidente Tirésias Simon Sam y luego fue promovido a general. Como general, lideró una revuelta militar contra el presidente Pierre Nord Alexis.

### Presidencia
El 6 de diciembre de 1908, fue nombrado sucesor del presidente Alexis. Aunque tenía poca educación formal, reunió un grupo asesor compuesto por hombres influyentes. El 19 de diciembre de 1908 anunció su gabinete de seis miembros y juramentó ante el senador Paulin.
Una de sus primeras decisiones políticas fue buscar una política de apaciguamiento que permitiera el regreso de los haitianos exiliados. Esto preparó el escenario para cierta estabilidad durante los primeros años de su mandato. El presidente Simon se esforzó constantemente para mejorar la producción agrícola. También tenía la intención de construir una red ferroviaria nacional. Para lograr esto, se requirieron varios contratos con compañías estadounidenses, incluido el llamado "Contrato MacDonald", un contrato para construir una línea ferroviaria entre Puerto Príncipe y Cabo Haitiano. Incrustado dentro de estas negociaciones estaba el cultivo y la exportación de azúcar y plátanos por parte de la Haitian American Sugar Company. Sin embargo, estos contratos estaban mal preparados, lo que generó críticas de intelectuales y políticos por igual. Por otro lado, los contratos condujeron directamente a la pavimentación de las calles y la electrificación de Puerto Príncipe. Como resultado de las carreteras modernas, hubo un aumento en la presencia de automóviles en Haití.
Para satisfacer las plantaciones bananeras de los Estados Unidos, las empresas haitianas fueron gravadas, lo que provocó disturbios de pequeños propietarios que finalmente pagaron el precio. Los pequeños agricultores del norte del país comenzaron a rebelarse en junio de 1911. El general Cincinnatus Leconte, exministro de Obras Públicas y Agricultura de Simon Sam, aprovechó la situación para liderar un golpe de Estado contra Simon.
La conspiración inicial de Leconte fracasó, pero un intento posterior en agosto de 1911 tuvo éxito en la captura de Puerto Príncipe. Simon fue expulsado del poder por partidarios de Cincinnatus Leconte, quien fue su sucesor como presidente.. Simón partió al exilio durante varios años, pero regresó a Haití, donde murió en Les Cayes.